# Australia Open 1987 (Badminton)
Die Australia Open 1987 im Badminton (auch als Australian International 1987 bezeichnet) fanden vom 8. bis zum 11. September 1987 in Melbourne statt und waren gleichzeitig auch die nationalen Titelkämpfe Australiens.

## Finalergebnisse
| Disziplin    | Sieger                          | Finalist                         | Ergebnis           |
| ------------ | ------------------------------- | -------------------------------- | ------------------ |
| Herreneinzel | Kerrin Harrison                 | Michael Scandolera               | 1–15, 15–5, 15–6   |
| Dameneinzel  | Rhonda Cator                    | Julie McDonald                   | 11–8, 12–9         |
| Herrendoppel | Kerrin Harrison Glenn Stewart   | Peter Roberts Michael Scandolera | 18–14, 15–11       |
| Damendoppel  | Rhonda Cator Julie McDonald     | Katrin Lockey Toni Whittaker     | 10–15, 15–8, 17–15 |
| Mixed        | Michael Scandolera Rhonda Cator | Gary Sylvester Tracey Small      | 15–7, 15–7         |